# Почтальон Пэт
Почтальон Пэт (англ. Postman Pat) — британский кукольный анимационный телесериал. Первые эпизоды были сняты компанией Woodland Animations. Сериал рассказывает о приключениях Пэта Клифтона, почтальона, который работает в почтовой службе Royal Mail. Пэт живёт в вымышленной деревне Гриндейл (созданной по мотивам настоящей долины Лонгследдейл недалеко от Кендала).
Первый сезон мультсериала Почтальон Пэт, состоящий из 13 эпизодов, был показан на канале BBC One в 1981 году. Сценарист сериала — Джон Канлифф. Режиссёром стал аниматор Айвор Вуд, который также работал над «Волшебной каруселью», «Уомблз», «Паддингтоном» и «Травами». После успеха первого сезона в 1990-х годах были сняты четыре специальных телевизионных выпуска, и второй сезон из 13 эпизодов. Здесь впервые на экране была показана семья Пэта (хотя его жена упоминалась в ряде эпизодов). В 2003 году Cosgrove Hall Films выпустила новую версию сериала.
Трансляция последнего эпизода сериала состоялась 29 марта 2017 года.

## Сюжет
Каждый эпизод рассказывает о приключениях Патрика (Пэта) Клифтона, дружелюбного сельского почтальона, и его чёрно-белого кота Джесса, которые доставляют почту жителям долины Гриндейл. Хотя вначале каждой серии он сосредоточен на доставке писем, его почти всегда отвлекают заботы одного из жителей деревни, и он всегда стремится помочь. Среди жителей деревни — начальник почтового отделения, миссис Гоггинс; фермеры Альфред и Дороти Томпсон; констебль полиции Селби; Пэт и Сара Клифтон; учитель Джефф Прингл; Аджай Байнс, машинист поездов «Гриндейл Рокет» и «Пенкастер Флайер»; Ниша Байнс, владелица кафе; Тед Глен, местный мастер и изобретатель.

## Сеттинг
Действие мультсериала «Почтальон Пэт» происходит в вымышленной деревне Гриндейл и близлежащем городе Пенкастер, расположенном на границе между графством Камбрия и Северным Йоркширом.
В разных сезонах Гриндейл выглядит по разному. В первом и втором сезоне это была маленькая деревня с узкими извилистыми дорогами. В последующих сезонах Гриндейл превратился в большую, оживлённую деревню, расположенную в центре Камбрии. Через центр деревни проходит Хай-стрит, где находится почта и магазин миссис Гоггинс, неофициальное место встречи жителей. На окраине деревни находится железнодорожная станция, куда прибывает поезд «Гриндейл Рокет». Ниша Байнс вместе с Сарой управляют там популярным кафе, а её муж Аджай регулярно ездит на «Гриндейл Рокет» в соседний город Пенкастер.
Во втором сезоне сериала, выходившем в эфир в середине 90-х годов, деревня, в которой обитали жители сериала, называлась Гарнер Бридж, а Гриндейл — это было название долины, где находился Гарнер Бридж. В эпизоде Postman Pat and the Suit of Armour почтовое отделение Гриндейла называется «Garner Bridge Post Office».
Пенкастер — большой, шумный, современный город, расположенный в нескольких минутах езды от деревни Гриндейл. Расположенный на набережной, Пенкастер представляет собой оживлённый улей, в центре которого находится рыночная площадь, окружённая магазинами, домами, с большой железнодорожной станцией, современными зданиями и лодочной пристанью. Он имеет некоторое сходство с Ланкастером, окружным городом Ланкашира, который также находится в нескольких минутах езды от долины Лонгследдейл — местности, послужившей источником вдохновения для создания вымышленного Гриндейла.
Ингледейл — ещё один большой, оживлённый посёлок, расположенный в центре Северного Йоркшира. Его можно было увидеть только один раз в специальном выпуске в 1991 году.

## Прототипы, источники вдохновения
Канлифф в интервью о мультсериале сказал, что он выбрал образ почтальона, поскольку ему нужен был персонаж, который мог бы посещать сельскую местность и общаться с самыми разными людьми.
Прототипом почтового отделения в мультсериале послужило реальное почтовое отделение, расположенное на улице Кендал, где жил Канлифф во время написания оригинального сценария. Почтовое отделение, расположенное по адресу 10 Greenside, закрылось в 2003 году.
Канлифф не сохранил за собой авторских прав на персонажа и был разочарован некоторыми медиаизданиями во франшизе «Почтальон Пэт», выпущенными позже. Кроме того, он написал сценарий к мультсериалу «Рози и Джим», о котором он также говорил как о шоу, над которым он мог бы иметь больший творческий контроль.
Хотя Канлифф посещал разные почтовые отделения в поисках вдохновения, он сказал, что прототипом персонажа почтальона не был какой-то конкретный человек. Тоже касалось и деревни Гриндейл. В 2015 году он прокомментировал: «В прошлом году как минимум около полдюжины человек заявили, что они были прототипами для сериала».

## Актёры
В первом сезоне Кен Барри озвучивал всех персонажей и вёл повествование от лица рассказчика. Во втором сезоне Кэрол Бойд стала озвучивать всех женских персонажей и детей, кроме бабушки Драйден, которую по-прежнему озвучивал Барри. В третьем сезоне к озвучиванию новых персонажей и детей присоединились Кулвиндер Гир, Джанет Джеймс и Арчи Панджаби, а Бойд продолжила озвучивать взрослых женщин, Чарли и Сару. Мелисса Синден и Джимми Хибберт также присоединились к озвучиванию животных, а в пятом сезоне к озвучиванию нового персонажа присоединилась Анджела Гриффин. В шестом сезоне Льюис Маклеод заменил Барри в роли Пэта. В седьмом сезоне Кен Барри не участвовал в озвучивании, а Маклеод, Брэдли Кларксон и Дэн Милн озвучили оставшихся персонажей Барри. Джо Трилл присоединился к команде актёров в восьмом сезоне, чтобы озвучить нового персонажа.
| Актёр           | Герои |
| --------------- | --- |
| Льюис Маклеод   | Патрик «Пэт» Клифтон (с 6 сезона), Бен Тейлор, Робот 1, спутниковая навигация Sat Nav, Альф Томпсон (с 7 сезона), Шон МакГиннесс |
| Кен Барри       | Патрик «Пэт» Клифтон (сезоны 1—5), Мэтт Клифтон, миссис Гоггинс (сезон 1), Тед Глен (сезоны 1—6), Альф Томпсон (сезоны 1—6), Дороти Томпсон (сезон 1), Билл Томпсон (сезон 1), преподобный Питер Тиммс (сезоны 1—6), Джулия Поттедж (сезон 1), Кэти Поттедж (сезон 1), Том Поттедж (сезон 1), констебль Артур Селби (сезоны 2—6), Люси Селби (сезон 1), Сильвия Гилбертсон (сезон 1), Сара Гилбертсон (сезон 1), Джефф Прингл, Чарли Прингл (сезон 1), Ребекка Хаббард (сезон 1), Сэм Уолдрон, бабушка Драйден, Питер Фогг, майор Форбс, Джордж Ланкастер, Санта Клаус, проводник поезда, Тыква Ригглсворт, диктор радио Гриндейл, Джон, Джордж, голос обратного отсчёта |
| Кэрол Бойд      | Сара Клифтон, Джулиан Клифтон (сезон 2), миссис Гоггинс (с 2 сезона), Дороти Томпсон (с 2 сезона), Билл Томпсон (сезон 2), Джулия Поттедж (сезоны 2—5), Кэти Поттедж (сезон 2), Том Поттедж (сезон 2), Бетти Поттедж, Люси Селби (сезон 2), Сильвия Гилбертсон (с 2 сезона), Сара Гилбертсон (с 2 сезона), Джеки Гилбертсон, Чарли Прингл (с 2 сезона), Ребекка Хаббард (сезон 2), Жена Джорджа, радио с прогнозом погоды |
| Кулвиндер Гир   | Билл Томпсон (с 3 сезона), Том Поттедж (сезоны 3—5), Аджай Бейнс, Бесси Томпсон, Майкл Лэм, Робот 2, Гризли, Shopper-Bot 3000 |
| Джанет Джеймс   | Джулиан Клифтон (с 3 сезона), Люси Селби (с 3 сезона), Лорен Тейлор |
| Арчи Панджаби   | Кэти Поттедж (сезоны 3—5), Ниша Бейнс, Меера Бейнс |
| Мелисса Синден  | Джесс Клифтон, Полли Клифтон, Дотти Прингл, Бонни Гоггинс |
| Анджела Гриффин | Эми Ригглсворт, Лиззи Тейлор, Флора, Ровена Робертс, герцогиня Пенкастерская |
| Брэдли Кларксон | Тед Глен (с 7 сезона), Артур Селби (с 7 сезона), Нед Глен |
| Дэн Милн        | преподобный Питер Тиммс (с 7 сезона) |
| Джоэл Трилл     | Криа Бекон |
| Брайан Кокс     | профессор Райан Фэрроу (приглашённая звезда) |

## Почтальон Пэт: Служба срочной доставки
В спин-оффе сериала, «Почтальон Пэт: Служба срочной доставки» (в оригинале англ. «Postman Pat: SDS») почтальон Пэт был назначен начальником Специальной службы доставки, и теперь его вызывают для доставки любых отправлений. Сериал включает три сезона, в каждом эпизоде Почтальон Пэт выполняет задание Специальной службы доставки — от спасения сбежавшей коровы до доставки гигантского кубика льда. В своей новой роли почтальон Пэт ездит в соседний город Пенкастер, где забирает свои особые посылки из Пенкастерского почтового центра. У почтальона Пэта теперь новый парк транспортных средств, включая автожир, джип 4x4 и мотоцикл с коляской для Джесс. У него новый начальник, Бен, который склонен давать Пэту указания. В новом формате каждая серия рассказывает об одной доставке, которая каким-то образом оборачивается приключениями (часто из-за ошибок Пэта).
В сериале появился разнообразный актёрский состав, у Пэта обновился парк транспортных средств. В новом сезоне повился мир, полный гаджетов, и новый город Пенкастер. «Почтальон Пэт: Специальная служба доставки» впервые был показан на канале BBC2 29 сентября 2008 года. Новый сериал был снят по заказу BBC и спродюсирован компаниями Entertainment Rights и Cosgrove Hall Films.

## Эпизоды
| Сезоны | Сезоны      | Эпизоды | Эпизоды | Даты трансляции  | Даты трансляции  |
| Сезоны | Сезоны      | Эпизоды | Эпизоды | Первый эфир      | Последний эфир   |
| ------ | ----------- | ------- | ------- | ---------------- | ---------------- |
|        | 1           | 13      | 13      | 16 сентября 1981 | 27 сентября 1982 |
|        | 2           | 13      | 13      | 3 апреля 1997    | 8 сентября 1997  |
|        | 3           | 26      | 26      | 7 сентября 2004  | 14 октября 2004  |
|        | 4           | 26      | 26      | 27 февраля 2006  | 10 мая 2006      |
|        | 5           | 28      | 28      | 16 апреля 2007   | 24 декабря 2007  |
|        | 6           | 26      | 26      | 29 сентября 2008 | 19 декабря 2008  |
|        | 7           | 26      | 26      | 11 февраля 2013  | 20 декабря 2013  |
|        | 8           | 26      | 26      | 22 ноября 2016   | 29 марта 2017    |
|        | Спецвыпуски | 12      | 12      | 10 октября 1990  | 2 апреля 2006    |

## Вне основного эфира

### Мультфильм
«Почтальон Пэт: Фильм» (англ. «Postman Pat: The Movie») — британско-американский 3D-анимационный комедийный мультфильм, снятый по мотивам британского телевизионного мультсериала, вышедший в прокат 23 мая 2014 года в Великобритании. Дистрибуцией и производством фильма занимались компании Lionsgate и Icon Productions, а анимацией — холдинг Rubicon Group. Сюжет основан на том, что Пэт участвует в прослушивании на шоу талантов, а на время его отсутствия почтовой службой занимаются роботы. Фильм озвучивали: Стивен Мэнган в роли Пэта, Джим Бродбент (мистер Браун), Руперт Гринт (Джош), Дэвид Теннант (Уилф), Ронан Китинг (поющий Пэт), Сьюзэн Дюрден (Сара Клифтон), Сандра Телес (Джулиан Клифтон), Тарек Рамини (Бен Тейлор) и Питер Вудворд (Эдвин Карбанкл).

### Спин-офф
К сериалу был снят CGI спин-офф под названием «Загадки Джесса», в котором рассказывалось о коте Пэта Джессе, который теперь может говорить, и его приключениях с животными на ферме. Сериал дебютировал 9 ноября 2009 года и закончился в 2013 году.

### Музыка
Музыка к оригинальному сериалу 1981 года была написана Брайаном Дейли, который написал ряд песен, включая известную главную мелодию. Для сериала 2003 года поп-композитор Саймон Вудгейт создал музыку и написал новые песни, включая новую заключительную тему «What’s in His Bag?». Песню «Почтальон Пэт и его чёрно-белый кот» для оригинального сериала в 1980-х и 1990-х годах исполнял Кен Барри. Расширенная версия мелодии была выпущена в качестве сингла в Великобритании, где она достигла 44 места в чартах в июле 1982 года.
Тематическая мелодия и песни к мульсериалу «Почтальон Пэт: специальная служба доставки» (включая «Специальная служба доставки, что сегодня будет?») были записаны Саймоном Вудгейтом на студии Echobass Studios.
В 2013 году компания Classic Media выпустила второй сезон «Почтальон Пэт: Служба специальной доставки». В новом сериале из 26 эпизодов сохранилась оригинальная тема Брайана Дэйли и заключительная песня Саймона Вудгейта, однако новые темы персонажей и музыкальное сопровождение написал Сэнди Наттгенс.
Существует также альбом под названием Postman Pat: Songs and Music From the TV Series, выпущенный Post Music в 1982 году.
Тематическая песня претерпела несколько изменений; с 1994 по 1996 год в ней использовались дополнительные инструменты, такие как синтезированные струнные и тамбурин. Аналогичное изменение было внесено в альбомную версию 1993 года, которая представляла собой редакцию оригинальной альбомной версии 1982 года.

### Книги
По состоянию на 2009 год в мире было продано более 12 миллионов книг и печатных изданий, посвящённых почтальону Пэту, включая сборники рассказов, комплексные учебники, книжки-раскраски и журналы.

### Реклама
Персонажи и обстановка «Почтальона Пэта» также использовались в Великобритании и Австралии в телевизионной рекламе компании Specsavers.

## Производство

### Релизы на DVD и видеокассетах
Выпуски сериала на видеокассетах формата VHS были распространены в Великобритании и более редки в других регионах.
DVD-релизы классического «Почтальона Пэта» были ограничены в продаже в разных регионах. В Великобритании только один сборник с тремя эпизодами из 2 сезона был выпущен студиями Universal Studios Home Video и Right Entertainment в 2004 году под названием Postman Pat in a Muddle. В том же году весь оригинальный сериал был выпущен на DVD в Испании на английском и испанском языках. Однако, к сожалению, в первом сезоне оригинальные вступительные титры, в которых Пэт ехал в своём фургоне с логотипом в виде короны, были заменены отредактированной версией. Оригинальное вступление, в котором Пэт ехал на автомобиле Royal Mail, использовалось во время выхода сериала в эфир во Франции и Австралии. В результате редактирования вступления на DVD некоторые кадры были заменены сценами из «Трудного дня Пэта», «Пэт принимает сообщение» и «Туманного дня Пэта». Это отредактированное вступление также использовалось при повторном показе шоу на канале CBeebies. Больше выпусков в Великобритании не было до 2011 года, когда компания Classic Media выпустила все четыре спецвыпуска с 1991 по 1994 год на DVD «Happy Birthday Postman Pat». 3 февраля 2014 года первый и второй сезон впервые стали доступны в полном объёме в Великобритании, однако заставки второго и третьего сезона получили плохие отзывы от поклонников классики, кроме того, в титрах была указана Кэрол Бойд как исполнительница голоса в первом сезоне, хотя на самом деле это был Кен Барри.
15 июля 2010 года компания «Новый Диск» выпустила релиз мультсериала на DVD с озвучкой на русском языке.

### Другие версии
В Шотландии «Почтальон Пэт» показывается не только на английском языке, но и иногда транслируется как Pàdraig Post на гэльском языке на канале BBC Scotland.

## Деревня «Почтальон Пэт» в Лонглите
В сафари-парке Лонглит была открыта копия деревни Гриндейл на открытом воздухе, включая почтовое отделение, дом Клифтонов и станцию Гриндейл. В нём также была экспонирована миниатюрная модель Гриндейла. Локация была построена в 1990-х годах, в 2008 году она была перемещена в рамках подготовки новой зоны для животных, а в 2013 году была переделана в третий раз. Аттракцион был закрыт в конце 2015 года и окончательно демонтирован в 2016 году.

## Номинации на премию
В 2006 году «Почтальон Пэт» был номинирован на детскую премию BAFTA в категории «Лучший анимационный сериал для детей дошкольного возраста».

## Пародии
- В сериале «Гарри Энфилд и друзья[англ.]» была пародия под названием «Il Postino Pat» (итальянское название шоу), с оперной переработкой мелодии темы сериала «Почтальон Пэт» и персонажами, говорящими по-итальянски. В конце в Гриндейле происходит коммунистическая революция, а Пэта убивают фашисты[59].
- Гарри и Пол[англ.] пародировали Почтальона Пэта в 3 и 4 сезонах с помощью персонажа «Паркинг Патауэйо», чьё имя и тематическая мелодия были основаны на сериале «Почтальон Пэт». Паркинг — африканский иммигрант, бескомпромиссный дорожный инспектор. Его роль играет Дэниел Калуя[60].
- Вылитый[англ.] в 1987 году — сатирический кукольный сериал, в котором был показан «Временный почтальон Пратт»[61], воспевающий работу временных почтовых работников в Royal Mail в периоды загруженности. Во вступительных титрах можно увидеть, как Пратт едет на знакомом (хотя и жёлтого цвета) фургоне по просёлочным дорогам, а затем переезжает чёрно-белую кошку. Пратту нравится выполнять свою работу как можно быстрее, выбрасывая почту, а не доставляя её. Он изображён как студент, который ленив и груб[62].